# Caimanes del Sur
Los Caimanes del Sur fue un equipo dominicano de béisbol profesional que formaba parte de la Liga Dominicana de Béisbol Invernal, con sede en San Cristóbal. Se incorporaron a la liga junto a los Toros del Este, en la primera expansión del circuito, ocurrida en 1983. Su sede era el Estadio Municipal (hoy Estadio Temístocles Metz).
Las intenciones de otorgarle un equipo a la región Sur del país se remontan a 1971, por iniciativa del Dr. Domingo Porfirio Rojas Nina, Secretario de Estado.  Finalmente la franquicia fue otorgada para iniciar su actividad en 1983.
Al poco tiempo de fundada, la franquicia empezó a afrontar problemas económicos, y en un intento de atraer más espectadores se decidió efectuar algunos de los partidos como locales en otros pueblos de la República Dominicana. Los esfuerzos fueron inútiles y el equipo tuvo que recesar por primera vez antes de la temporada 1986-87. Retornaron en la siguiente temporada 1987-88, pero los resultados financieros seguían siendo insatisfactorios, mientras en el terreno de juego el conjunto quedaba descalificado de la postemporada por primera vez en su historia, ocupando el último puesto en 2 ocasiones consecutivas. El equipo recesó definitivamente al final de la temporada 1988-89. En sus 5 participaciones no lograron títulos.

## Beisbolistas
- Américo Segura
- Bernardo Brito
- Félix Caraballo
- Julio César Paula
- Junior Noboa
- Mélido Pérez
- Mike Brewer
- Nelson Norman
- Pat Borders
- Rafael Landestoy
- Francisco Tenacen
- Ralph Bryant
- Ramón Mañón
- Rufino Linares
- Hilario Soriano
- Jose "Patón" Gómez
- Arquímedes Pozo
- Manuel Conet

Nota:esta lista está incompleta, puedes ayudar a Wikipedia expandiéndola.
- Datos: Q5739330